# Pavetta jambosifolia
Pavetta jambosifolia är en måreväxtart som beskrevs av Johannes Elias Teijsmann och Simon Binnendijk. Pavetta jambosifolia ingår i släktet Pavetta och familjen måreväxter.
Artens utbredningsområde är Sulawesi. Inga underarter finns listade i Catalogue of Life.